# Dysderina concinna
Dysderina concinna är en spindelart som beskrevs av Arthur M. Chickering 1968. Dysderina concinna ingår i släktet Dysderina och familjen dansspindlar.
Artens utbredningsområde är Panama. Inga underarter finns listade i Catalogue of Life.